# Phyllobrotica antennata
Phyllobrotica antennata là một loài bọ cánh cứng trong họ Chrysomelidae. Loài này được Schaeffer miêu tả khoa học năm 1932.